# كاترينا بالف
كاترينا بالف (بالإنجليزية: Caitriona Balfe)‏ (Caitriona Balfe) هي ممثلة وعارضة أزياء إيرلندية من مواليد 4 أكتوبر، 1979. بدأت مسيرتها الفنية بدور قصير في فيلم سوبر 8 (2011) ثم شاركت بسنة 2013 في الآن أنت تراني و‌خطة هروب. هي حالياً تجسد دور البطولة في مسلسل الفنتازيا والرومانسية البريطاني Outlander.

## قائمة أعمالها

### فيلم
| سنة  | العنوان        | بالإنكليزية         | دور           | ملاحظات          |
| ---- | -------------- | ------------------- | ------------- | ---------------- |
| 2011 | سوبر 8         | Super 8             | اليزابيث لامب |                  |
| 2011 | شهوة حياة      | Lust Life           | أووربي        | فيلم قصير        |
| 2012 | الذئب          | The Wolf            | سالي          | فيلم قصير        |
| 2012 | ملائكة ضائعة   | Lost Angeles        | فيرونيك       |                  |
| 2013 | إعجاب          | Crush               | اندي          | مباشرة إلى فيديو |
| 2013 | الآن أنت تراني | Now You See Me      | جاسمين تريسلر |                  |
| 2013 | خطة هروب       | Escape Plan         | جيسيكا ميلر   |                  |
| 2014 | سعر الرغبة     | The Price of Desire | غابرييل بلوك  |                  |
| 2016 | وحش المال      | Money Monster       | دايان ليستر   |                  |

### التلفزيون
| سنة  | العنوان        | بالإنكليزية       | دور          | ملاحظات   |
| ---- | -------------- | ----------------- | ------------ | --------- |
| 2012 | الجمال الداخلي | The Beauty Inside | أليكس رقم 34 | 5 حلقات   |
| 2014 | الغريبة        | Outlander         | كلير راندال  | دور رئيسي |

## روابط خارجية
- كاترينا بالف على موقع IMDb (الإنجليزية)
- كاترينا بالف على موقع ميتاكريتيك (الإنجليزية)
- كاترينا بالف على موقع روتن توميتوز (الإنجليزية)
- كاترينا بالف على موقع قاعدة بيانات الأفلام العربية
- كاترينا بالف على موقع ألو سيني (الفرنسية)
- كاترينا بالف على موقع أول موفي (الإنجليزية)
- كاترينا بالف على موقع قاعدة بيانات الأفلام السويدية (السويدية)
- كاترينا بالف على موقع قاعدة بيانات الفيلم (الإنجليزية)
- كاترينا بالف على موقع ليتربوكسد (الإنجليزية)
- كاترينا بالف على موقع كينوبويسك (الروسية)